# Pierre Decoster
Pour les articles homonymes, voir De Coster et Decoster.

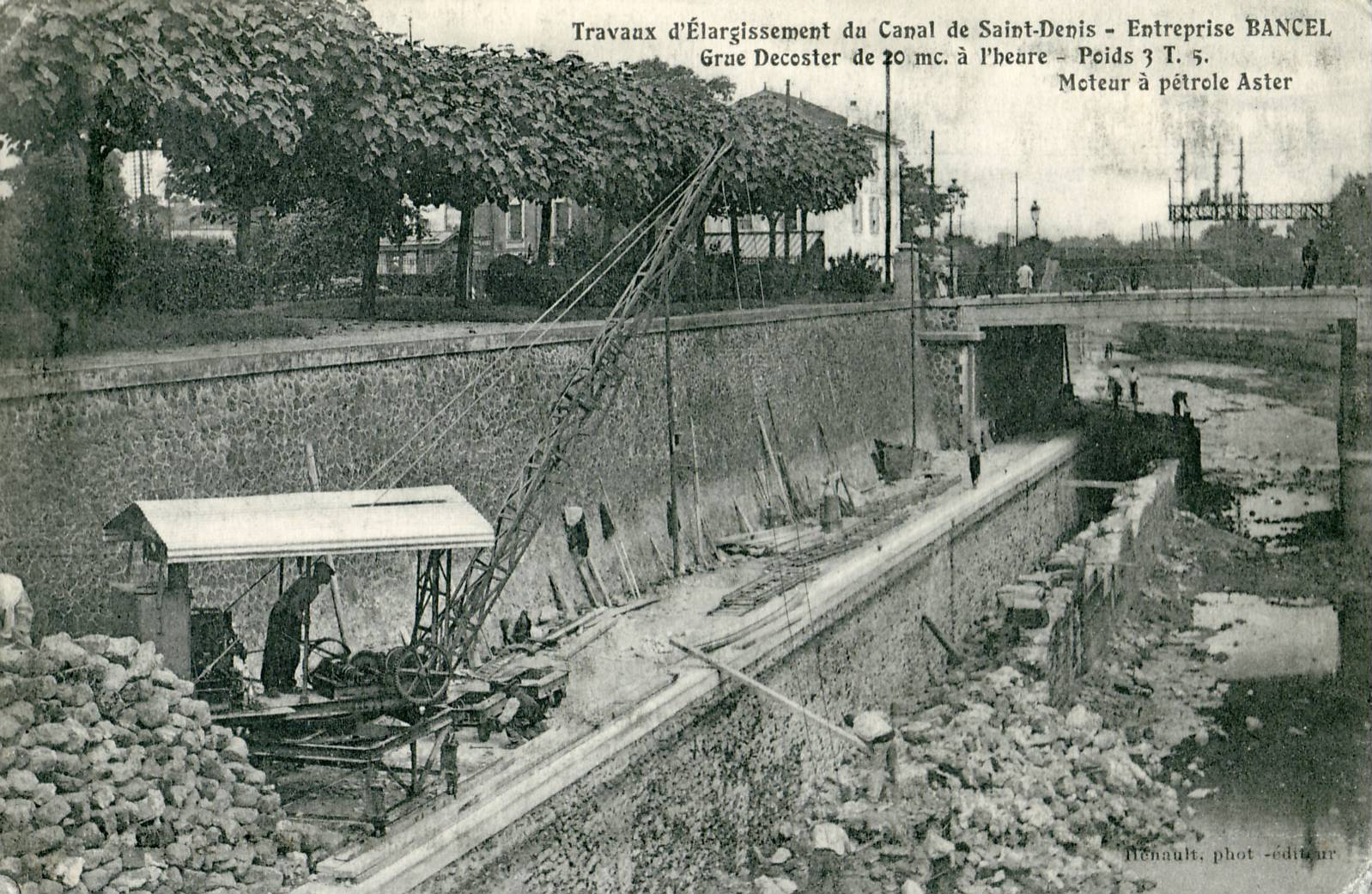
Grue Decoster utilisée pour les travaux du Canal Saint-Denis

Pierre André Decoster (Herentals, 1806 - Paris 6e, 2 mai 1861) était un mécanicien français d’origine belge, constructeur de machines-outils.
Dans le domaine de la machine-outil, les Anglais furent de véritables pionniers. Les constructeurs s’efforcèrent d’assurer la solidité de leur appareillage et de transférer l’habileté de l’ouvrier à la machine. Avec Henry Maudslay, Richard Roberts et Lucien Sharpe, James Nasmyth, Joseph Whitworth et James Fox donnèrent à la machine-outil sa conception moderne.
Quelques Français participèrent à cette vague d’innovation dans le domaine de la machine-outil, parmi lesquels on peut citer Pierre Decoster, Étienne Calla et François Cavé.
Les évolutions permirent d’abord le perfectionnement des engrenages et en particulier de leur taille : les machines à tailler les engrenages apparaissent avec les frères Pihet en 1827, Joseph Whitworth en 1835 et Pierre Decoster en 1843. Parallèlement, les besoins des chemins de fer et de la construction navale permirent l’apparition des tours à roues, des machines à river et des machines à cintrer .